# 臧厥
臧厥（495年—542年），字獻卿，東莞莒縣人，南北朝南梁官員。
臧厥的祖先是劉宋左光祿大夫臧燾，父親則是南梁安成王長史、江夏太守臧未甄，兄長臧盾。他有辦事才幹的名聲，最初擔任西中郎行參軍、尚書主客郎，入朝兼任中書通事舍人，遷任正員郎、鴻臚卿，依然任職舍人。之後他曾轉任遷尚書右丞，但未拜官就外任晉安太守。晉安位處居山海，經常聚集逃犯，朝廷懸賞二千石討捕都無法阻止。臧厥一上任就宣傳風化，盜賊犯人們都背著財物出來，居民生活正常，商人自由流通；然而他為政嚴苛，百姓犯下小事一定施行杖刑，被稱為「臧虎」。還朝後，臧厥除授驃騎廬陵王蕭續的諮議參軍，再次兼任舍人，改任員外散騎常侍，兼司農卿後仍然擔任舍人，大同八年（542年）在任內去世，虛歲四十八。臧厥任職官位期間，部門大事或蘭臺、廷尉位能決定的事項都會交給他，他判斷精準，決定合理。他去世後，有人敲響登聞鼓，請求一位清廉正直的舍人，梁武帝說：「臧厥已經死了，此事我沒有辦法了。」可見他如此知名。

## 家族
- 高祖父：劉宋左光祿大夫臧燾[2]
- 曾祖父：劉宋宜都太守臧邃[2]
- 祖父：劉宋左民尚書臧潭之[2]
- 父親：南梁廷尉卿、江夏太守臧未甄[2]
- 兒子：南梁尚書三公郎臧操[1][2]

## 引用
1. 1 2 3  《梁書·卷四十二·列傳第三十六》：臧盾字宣卿，東莞莒人。高祖燾，宋左光祿大夫。祖潭之，左民尚書。父未甄……。盾弟厥。厥字獻卿，亦以幹局稱。初爲西中郎行參軍、尚書主客郎。入兼中書通事舍人，累遷正員郎、鴻臚卿，舍人如故。……子操，尚書三公郎。
2. 1 2 3 4 5 6 7  《南史·卷十八·列傳第八》：臧燾字德仁，東莞莒人，宋武敬皇后兄也。……長子邃，宜都太守。邃子凝之……凝之子寅……寅弟棱，後軍參軍。棱子嚴。……嚴族叔未甄，燾曾孫也。父潭之，左戶尚書。……子盾。……盾弟厥字獻卿，亦以幹局稱。……子操，尚書三公郎。
3. ↑  《梁書·卷四十二·列傳第三十六》：遷尚書右丞，未拜，出爲晉安太守。郡居山海，常結聚逋逃，前二千石雖募討捕，而寇盜不止。厥下車，宣風化，凡諸凶黨，皆涘負而出，居民復業，商旅流通。然爲政嚴酷少恩，吏民小事必加杖罰，百姓謂之「臧虎」。還除驃騎廬陵王諮議參軍，復兼舍人。遷員外散騎常侍，兼司農卿，舍人如故。大同八年，卒官，時年四十八。
4. ↑  《南史·卷十八·列傳第八》：為晉安太守，郡居山海，常結聚逋逃，前二千石討捕不能止。厥下車宣化，凶黨皆繈負而出，自是居人復業。然政嚴，百姓謂之臧彪。前後再兼中書通事舍人，卒于兼司農卿。
5. ↑  《梁書·卷四十二·列傳第三十六》：厥前後居職，所掌之局大事及蘭臺廷尉所不能決者，敕並付厥。厥辨斷精詳，咸得其理。厥卒後，有撾登聞鼓訴者，求付清直舍人。高祖曰：「臧厥旣亡，此事便無可付。」其見知如此。
6. ↑  《南史·卷十八·列傳第八》：厥前後居職，所掌之局大事及蘭台廷尉所不能決者，敕並付厥。辯斷精明，咸得其理。卒後，有撾登聞鼓訴求付清直舍人，帝曰：「臧厥既亡，此事便無所付。」其見知如此。